# Ксанаду топ
Ксанаду топ (енгл. Xanadu Gun), најстарији сачувани кинески ручни топ, изливен 1298. године.

## Историја
Ксанаду топ, откривен у рушевинама летње престонице династије Јуан (Шанду или Ксанаду) датира из 1298. године на основу датума уписаног на цеви. Натпис на цеви укључује и серијски број, што указује да је производња топова у време његовог настанка већ била стандардизована. Као и други сачувани рани кинески топови, прилично је мали: дугачак 35 цм и тежак нешто више од 6 кг, са проширеним устима у облику зделе. Задњи део топа има аксијалне отворе, који су највероватније служили за причвршћивање цеви на постоље. То је најстарији прецизно датиран кинески топ, и најстарији топ на свету, али је могуће да су неки недатирани примерци још старији (Сјисја бронзани топ, Ручни топ из Хејлунгђанга).